# Time and Tide
Time and Tide war eine britische Zeitschrift mit dem Schwerpunkt auf Politik und Literatur, die von 1920 bis 1979 und von 1984 bis 1986 erschien. Die Zeitschrift erschien bis 1970 wöchentlich, danach monatlich und zuletzt vierteljährlich. Gründerin der Zeitschrift war Margaret Mackworth, Viscountess Rhondda, eine wohlhabende britische Feministin und Angehörige des britischen Adels. Mackworth blieb bis zu ihrem Tode im Jahre 1958 Besitzerin der Zeitschrift und fungierte von 1926 bis zu ihrem Tode auch als Herausgeberin.

## Geschichte
Die Zeitschrift vertrat anfangs links-liberale Auffassungen und trat entschieden für Frauenrechte ein; die politische Einstellung des Blattes wandelte sich später analog den politischen Auffassungen des jeweiligen Besitzers. Über die gesamte Erscheinungszeit blieb ein Schwerpunkt jedoch die Förderung literarischer Talente.
Time and Tide verkaufte sich nicht sonderlich gut und überschritt niemals eine Auflage von mehr als 14.000 Exemplaren. Die Zeitschrift überlebte bis Ende der 1950er Jahre nur, weil Margaret Mackworth die Zeitschrift aus ihrem Privatvermögen subventionierte. Nach ihrem Tod wechselten die Besitzer in schneller Folge, die jeweils den Schwerpunkt der Zeitschrift leicht veränderten und den Erscheinungsrhythmus anpassten. Letzter Besitzer in den Jahren 1984–1986 war Sidgwick und Jackson, eine Gesellschaft des Konzerns Trust House Forte und wurde in dieser Zeit von vierteljährlich von Alexander Chancellor herausgegeben. 1986 wurde die Zeitschrift dann endgültig eingestellt.

## Autoren
Zu den Autoren, die in Time and Tide veröffentlichten zählen Margery Allingham, Nancy Astor, Margaret Bondfield, Vera Brittain, Margery Corbett-Ashby, E. M. Delafield, Charlotte Despard, Crystal Eastman, Emma Goldman, Robert Graves, Charlotte Haldane, Mary Hamilton, Winifred Holtby, Storm Jameson, D. H. Lawrence, C.S. Lewis, F. L. Lucas, Rose Macaulay, Naomi Mitchison, Anthony Cronin, George Orwell, Emmeline Pankhurst, Eleanor Rathbone, Elizabeth Robins, Olive Schreiner, George Bernard Shaw, Ethel Smyth, Helena Swanwick, Ernst Toller, Sylvia Townsend Warner, Rebecca West, Ellen Wilkinson, Charles Williams, Margaret Wintringham und Virginia Woolf.
Besonders eng war die Zusammenarbeit mit C. S. Lewis. 1940 veröffentlichte er erstmals seinen Aufsatz „The Necessity of Chivalry“ (Die Notwendigkeit ritterlicher Tugenden). Damit begann eine über 20 Jahre währende Beziehung zu dem Literaturwissenschaftler und Autor, die unter anderem dazu führte, dass 1954 in Time und Tide eine der ersten Besprechungen des ersten Teils von J. R. R. Tolkiens Herr der Ringe erschien.

## Belege
1. ↑   BBC Wales aufgerufen am 8. November 2013
2. ↑   Martha Hailey Dubose: Women of Mystery – The Lives and Works of Notable Women Crime Novelists. Thomas Dunne Books, New York 2011, ISBN 978-0-312-27655-3. S. 296